# Birgit Remmert
Birgit Remmert (* 1966 in Braunschweig) ist eine deutsche Opern-, Oratorien- und Konzertsängerin in den Stimmlagen Mezzosopran und Alt.

## Leben
Den ersten Gesangsunterricht bekam Birgit Remmert im Alter von 17 Jahren in ihrer Heimatstadt Braunschweig. Nach dem Abitur begann sie ihr Studium an der Hochschule für Musik Detmold bei Professor Helmut Kretschmar. Bereits während des Studiums gewann sie Preise in einer Reihe von namhaften internationalen Musikwettbewerben.
Birgit Remmert war von 1992 bis 1998 festes Ensemble-Mitglied im Opernhaus Zürich, wo sie sich viele Rollen ihres Fachs aneignete (u. a. Farnace/Mitridate, re di Ponto, Suzuki/Madama Butterfly, Zita/Gianni Schicchi, Ulrica/Un ballo in maschera, Mrs. Quickly/Falstaff, Dalila/Samson et Dalila, Orlofski/Die Fledermaus).
Weitere Stationen ihres Lebenslaufs: Festival Montpellier (Penthesilea, 1998), Bayreuther Festspiele (Fricka, Ring des Nibelungen, 2000/2001), Semperoper in Dresden (Erda, Fricka und Waltraute, Ring des Nibelungen, 2001–2004),
Salzburger Festspiele (Nutrice/L’incoronazione di Poppea, 1993; Alt/King Arthur, 2004; Ježibaba/Rusalka, 2008), Teatro Real Madrid (Ortrud/Lohengrin, 2005), Teatro La Fenice in Venedig (Gaea/Daphne, 2005).
Die Spielzeit 2007/2008 führte sie als Juno in einer Neuproduktion von Semele an das Opernhaus Zürich, als Néris (Médée) ans Theater an der Wien und neuerlich als Gaea an die Nederlandse Opera in Amsterdam.
Im Dezember 2009 debütierte Birgit Remmert mit großem Erfolg als Amme in Richard Strauss’ Die Frau ohne Schatten in einer Neuproduktion von David Pountney am Opernhaus Zürich unter der Leitung von Franz Welser-Möst.
Einen großen Raum in Birgit Remmerts Terminkalender beanspruchen ihre Konzertaktivitäten. Zahlreiche Gastspiele und Liederabende führten sie durch ganz Europa, nach Australien, Japan und in die USA. Auf dem Konzertpodium war sie mit der Missa Solemnis anlässlich der festlichen Weihe der wiederaufgebauten Frauenkirche in Dresden zu hören. Außerdem gab sie Konzerte u. a. in Wien, Berlin, New York, Sapporo, Tokyo, Sydney, Perth, Melbourne, Mailand, Lissabon, Madrid, Monte Carlo, Brüssel, Pittsburgh, Rom, Cleveland und Washington.
Die Sängerin arbeitete u. a. mit Claudio Abbado, Vladimir Ashkenazy, Gary Bertini, Semyon Bychkov, Riccardo Chailly, William Christie, Carlo Maria Giulini, Ádám Fischer, Iván Fischer, Bernard Haitink, Nikolaus Harnoncourt, Philippe Herreweghe, Fabio Luisi, Lorin Maazel, Kurt Mazur, Kent Nagano, Yannick Nézet-Séguin, Krzysztof Penderecki, Sir Simon Rattle, Wolfgang Sawallisch, Giuseppe Sinopoli, Christian Thielemann, Franz Welser-Möst, Edo de Waart und David Zinman und mit Orchestern wie den Berliner und Wiener Philharmonikern, Philadelphia Orchestra, Cleveland Orchestra, London Symphony Orchestra und den London Philharmonic Orchestra.
Inzwischen sind bereits mehrere DVDs (u. a. „King Arthur“, Salzburger Festspiele 2004, „Daphne“, Teatro La Fenice 2005, „Semele“, Zürcher Opernhaus 2007) und mehr als 30 CDs (u. a. 2. und 3. und 8. Sinfonie von Gustav Mahler, Beethovens „Missa Solemnis“ und „9. Sinfonie“, Rossinis „Petite Messe Solennelle“, „Christus“ von Liszt der den Echo 2007 verliehen bekam) mit Birgit Remmert erschienen, darunter drei Solo-CDs.

## Preise und Auszeichnungen
- 1989 Stipendium der Bayreuther Festspiele
- 1990 Preis des Deutschen Musikrates beim Deutschen Musikwettbewerb
- 1990 Sonderpreis der Franz-Grothe-Stiftung beim VDMK-Gesangswettbewerb
- 1990 Stipendium der Bayreuther Festspiele
- 1990 1. Preis beim Concorso Internazionale di Musica Camera, Finale Ligure/Italien
- 2007 ECHO Klassik für die Gesamteinspielung des „Christus“ von Franz Liszt